# Ophiomyia chancayana
Ophiomyia chancayana är en tvåvingeart som beskrevs av Mitsuhiro Sasakawa 1992. Ophiomyia chancayana ingår i släktet Ophiomyia och familjen minerarflugor.
Artens utbredningsområde är Peru. Inga underarter finns listade i Catalogue of Life.